# VisionOS
visionOS je operační systém pro rozšířenou realitu odvozený primárně od systému iOS (včetně UIKit, SwiftUI, ARKit a RealityKit) a rámců specifických pro smíšenou realitu pro vylepšené vykreslování a interakci v reálném čase. Byl vyvinut společností Apple Inc, jenž jej vyvinula exkluzivně pro zařízení Apple Vision Pro. Operační systém kombinuje virtuální a rozšířenou realitu. Vývoj systému byl odhalen 5. června 2023 na konferenci Apple WWDC23 spolu s odhalením Apple Vision Pro. Software byl vydaný 2. února 2024.

## Vývoj a historie
Apple údajně pracoval na visionOS již během roku 2010 a také začátkem 2020, a to interně s kódovým označením „Borealis“. Systém byl oficiálně odhalen veřejnosti na konferenci Apple WWDC23 spolu s headsetem Vision Pro. Apple následně uvedl, že jak systém, tak headset, budou vydány na začátku roku 2024.
Již během akce společnost The Walt Disney Company oznámila plány na vývoj nových aplikací pro visionOS – například Disney+ nabídne funkce, jako je streamování vybraných videí ve stereoskopickém 3D prostředí založené na funkci El Capitan Theatre a funkcích od samotné společnosti Disney.
Systém se měl údajně původně nazývat xrOS, tento název byl změněn údajně pouze několik dní před vydáním. Dne 8. ledna 2024 Apple oznámil, že Vision Pro s visionOS bude v USA dostupný 2. února 2024, přičemž předobjednávky začal přijímat 19. ledna.
Během konference WWDC23 Apple také odhalil, že spolupracuje s firmou Unity Technologies na podpoře procesoru Unity pro visionOS, přičemž Unity uvolní vývojové nástroje pro 3D hry na brýlích Vision Pro, které již byly spuštěny v beta verzi.